# Ансі

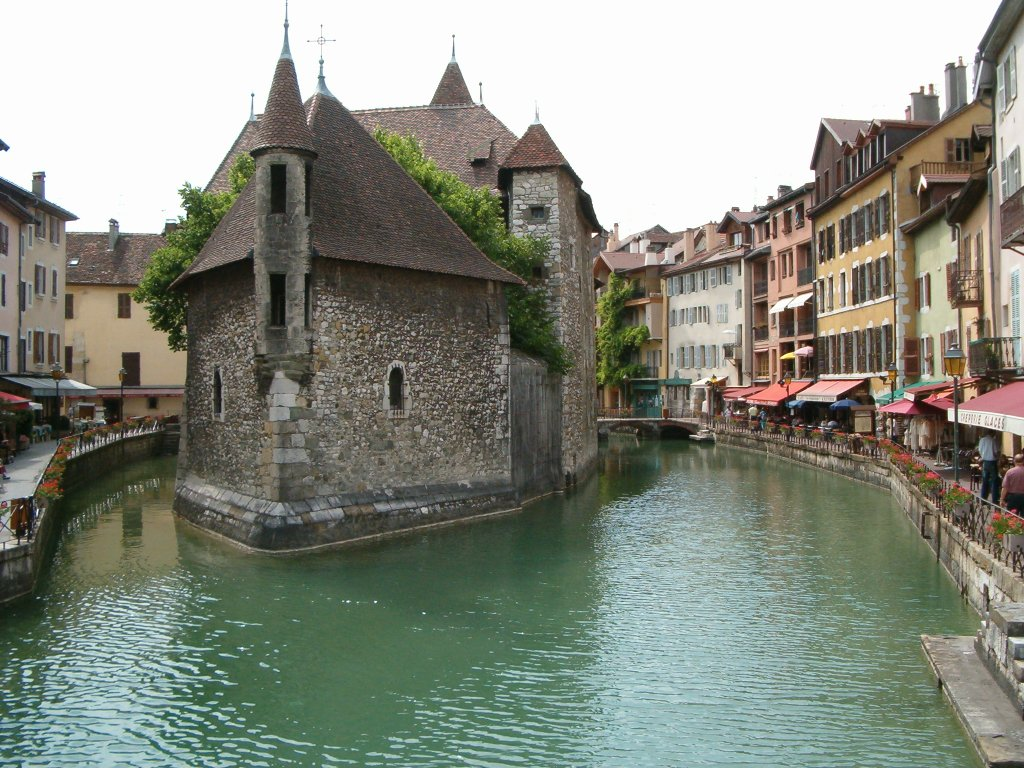
В'язниця «Острівний палац»

Ансі́, рідше Аннесі́ (фр. Annecy, МФА: [an.si], арп. Èneci / Ènneci) — місто та муніципалітет у Франції, у регіоні Овернь-Рона-Альпи, адміністративний центр департаменту Верхня Савоя. Населення — 131 715 осіб (01.01.2021).
Муніципалітет розташований на північному узбережжі озера Ансі (Lac d'Annecy), на відстані близько 440 км на південний схід від Парижа, 105 км на схід від Ліона, 35 км на південь від Женеви.

## Адміністративний поділ
До складу Ансі входять 13 муніципальних округ. Місто є столицею трьох кантонів.

## Культура
Починаючи з 1960 року в Ансі проходить Міжнародний фестиваль анімаційних фільмів.

## Економіка
2010 року серед 32 507 осіб працездатного віку (15—64 років) 24 605 були активними, 7902 — неактивними (показник активності 75,7%, у 1999 році було 73,6%). З 24 605 активних мешканців працювала 21 921 особа (11 222 чоловіки та 10 699 жінок), безробітними було 2684 (1268 чоловіків та 1416 жінок). Серед 7902 неактивних 3368 осіб було учнями чи студентами, 2351 — пенсіонерами, 2183 були неактивними з інших причин.

У 2010 році в муніципалітеті числилось 25069 оподаткованих домогосподарств, у яких проживали 49107,0 особи, медіана доходів виносила 20 383 євро на одного особоспоживача

## Історія
До 2015 року муніципалітет перебував у складі регіону Рона-Альпи. Від 1 січня 2016 року належить до нового об'єднаного регіону Овернь-Рона-Альпи.
1 січня 2017 року до Ансі приєднали колишні муніципалітети Ансі-ле-В'є, Кран-Жевріє, Мейте, Пренжі і Сейно.

## Демографія
Динаміка населення (Ehess і INSEE ):
Розподіл населення за віком та статтю (2006):
| Стать | Всього | До 15 років | 15-24 | 25-44 | 45-64 | 65-85 | Понад 85 |
| --- | ------ | ----------- | ----- | ----- | ----- | ----- | -------- |
| Чоловіки | 24 037 | 3901        | 3517  | 7307  | 5208  | 3702  | 402      |
| Жінки | 26 948 | 3644        | 3362  | 7092  | 6298  | 5474  | 1078     |
| \| Статево-вікова піраміда \| Статево-вікова піраміда \| Статево-вікова піраміда \| \| ----------------------- \| ----------------------- \| ----------------------- \| \| Чоловіки \| Вік \| Жінки \| \| 402 \| 85 + \| 1078 \| \| 715 \| 80-84 \| 1156 \| \| 889 \| 75-79 \| 1522 \| \| 1159 \| 70-74 \| 1458 \| \| 939 \| 65-69 \| 1338 \| \| 966 \| 60-64 \| 1345 \| \| 1265 \| 55-59 \| 1569 \| \| 1472 \| 50-54 \| 1704 \| \| 1505 \| 45-49 \| 1680 \| \| 1553 \| 40-44 \| 1570 \| \| 1741 \| 35-39 \| 1720 \| \| 1877 \| 30-34 \| 1816 \| \| 2136 \| 25-29 \| 1986 \| \| 1909 \| 20-24 \| 1776 \| \| 1608 \| 15-20 \| 1586 \| \| 1286 \| 10-14 \| 1139 \| \| 1186 \| 5-9 \| 1140 \| \| 1429 \| 0-4 \| 1365 \| |        |             |       |       |       |       |          |
| Статево-вікова піраміда |        |             |       |       |       |       |          |
| Чоловіки | Вік    | Жінки       |       |       |       |       |          |
| 402 | 85 +   | 1078        |       |       |       |       |          |
| 715 | 80-84  | 1156        |       |       |       |       |          |
| 889 | 75-79  | 1522        |       |       |       |       |          |
| 1159 | 70-74  | 1458        |       |       |       |       |          |
| 939 | 65-69  | 1338        |       |       |       |       |          |
| 966 | 60-64  | 1345        |       |       |       |       |          |
| 1265 | 55-59  | 1569        |       |       |       |       |          |
| 1472 | 50-54  | 1704        |       |       |       |       |          |
| 1505 | 45-49  | 1680        |       |       |       |       |          |
| 1553 | 40-44  | 1570        |       |       |       |       |          |
| 1741 | 35-39  | 1720        |       |       |       |       |          |
| 1877 | 30-34  | 1816        |       |       |       |       |          |
| 2136 | 25-29  | 1986        |       |       |       |       |          |
| 1909 | 20-24  | 1776        |       |       |       |       |          |
| 1608 | 15-20  | 1586        |       |       |       |       |          |
| 1286 | 10-14  | 1139        |       |       |       |       |          |
| 1186 | 5-9    | 1140        |       |       |       |       |          |
| 1429 | 0-4    | 1365        |       |       |       |       |          |

## Люди
- Обреїмов Іван Васильович (1894–1981) — російський фізик, академік АН СРСР (1958).
- Жанні Лонго — велосипедистка.
- Сесіль Фогт — французька вчена-невролог.

## Галерея

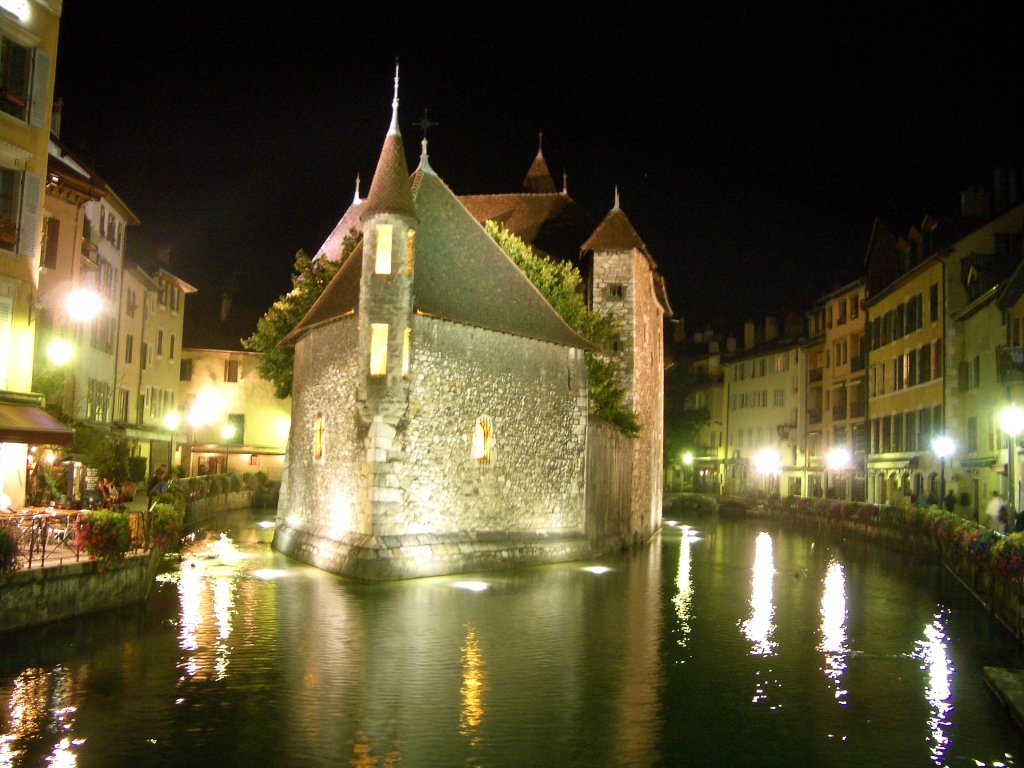
В'язниця Palais de l'Isle вночі.
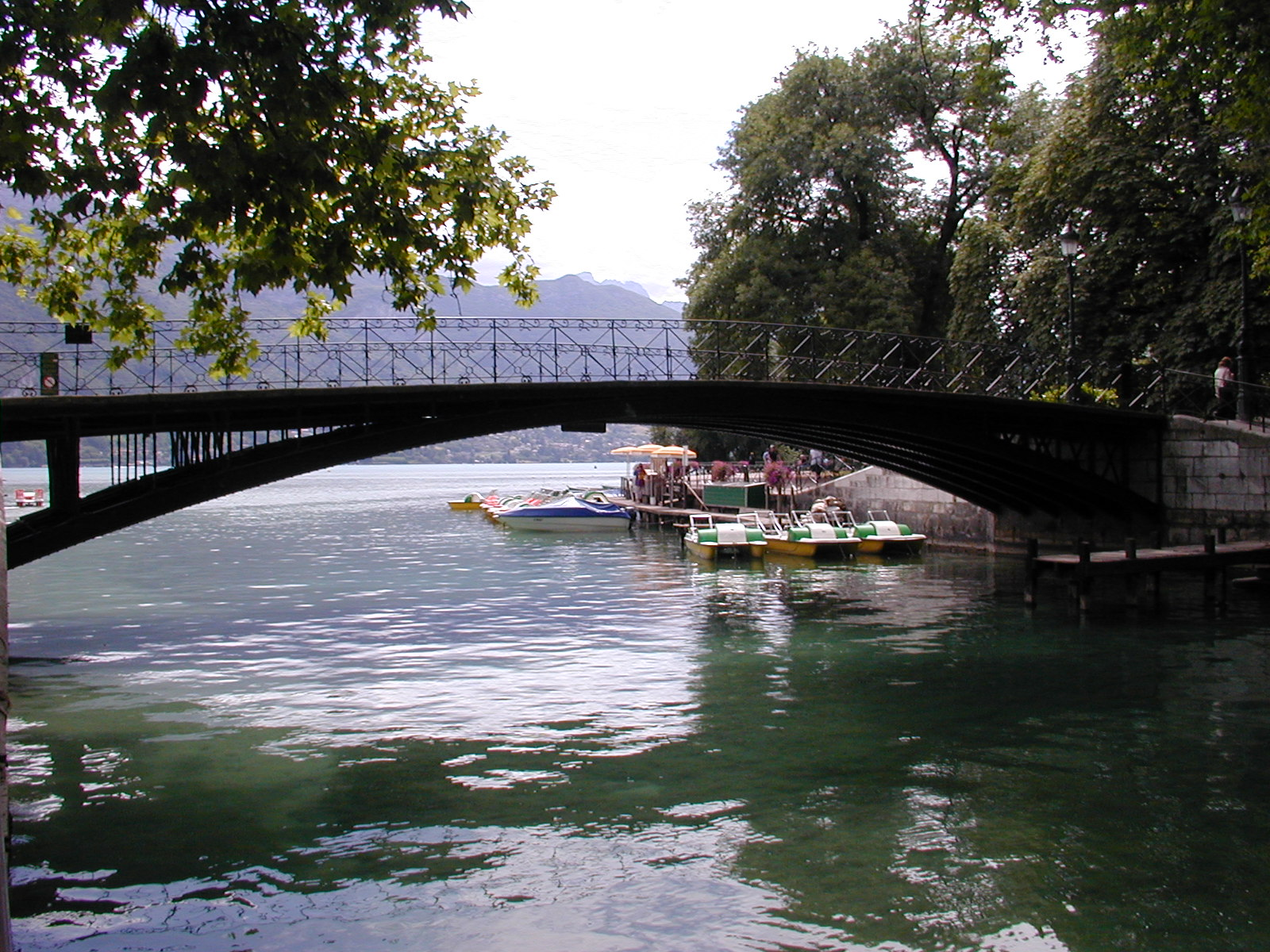
Pont des Amours («Міст кохання»).